# Schloss Schwaben

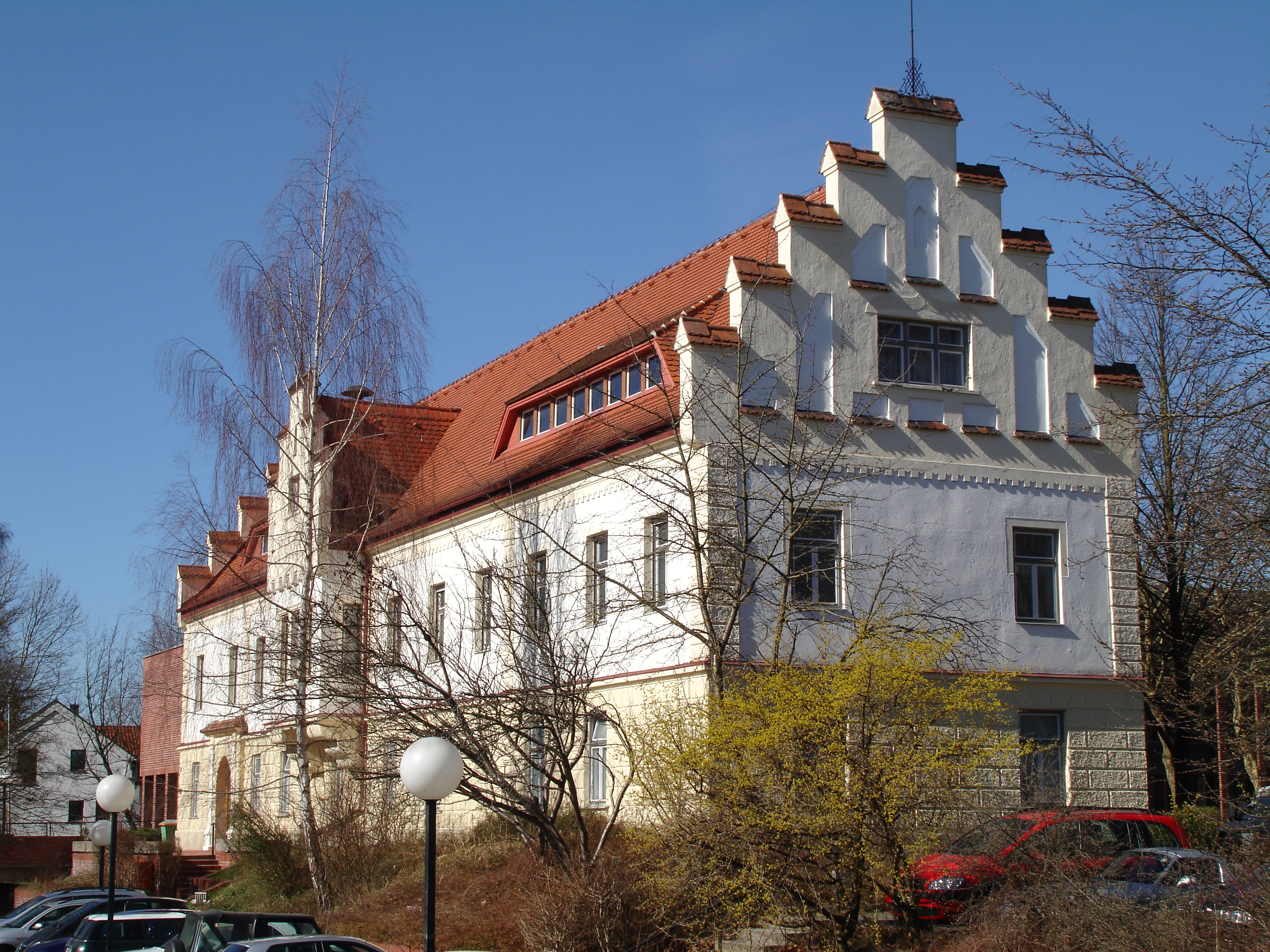
Verbliebener Flügel des alten Schlosses von Markt Schwaben, heute Teil des Rathauses

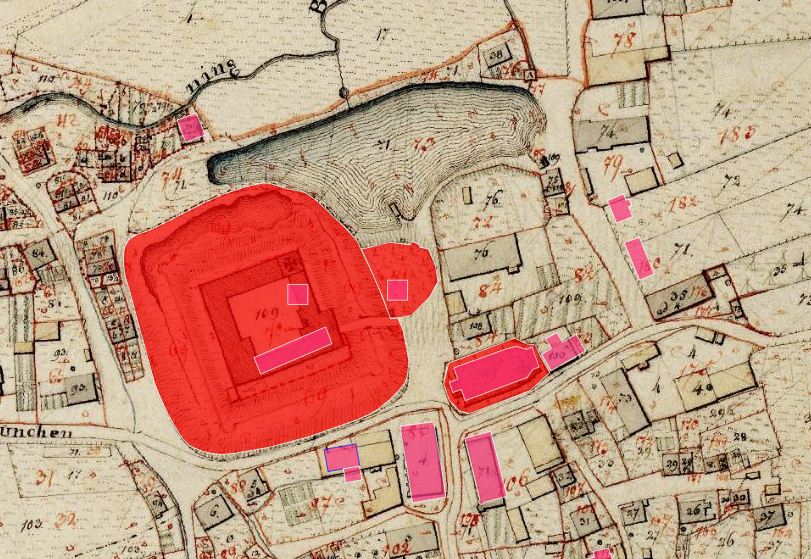
Lageplan von Schloss Schwaben auf dem Urkataster von Bayern

Schloss Schwaben ist ein in Teilen erhaltenes Schloss in Markt Schwaben im Landkreis Ebersberg. Es bildet heute einen Teil des Rathauses der Marktgemeinde. Die Anlage ist unter der Aktennummer D-1-75-127-7 als denkmalgeschütztes Baudenkmal von Markt Schwaben verzeichnet. Ebenso wird sie als Bodendenkmal unter der Aktennummer D-1-7837-0138 im Bayernatlas als „untertägige mittelalterliche und frühneuzeitliche Befunde im Bereich des ehem. Schlosses von Markt Schwaben und seiner Vorgängerbauten“ geführt.

## Geschichte

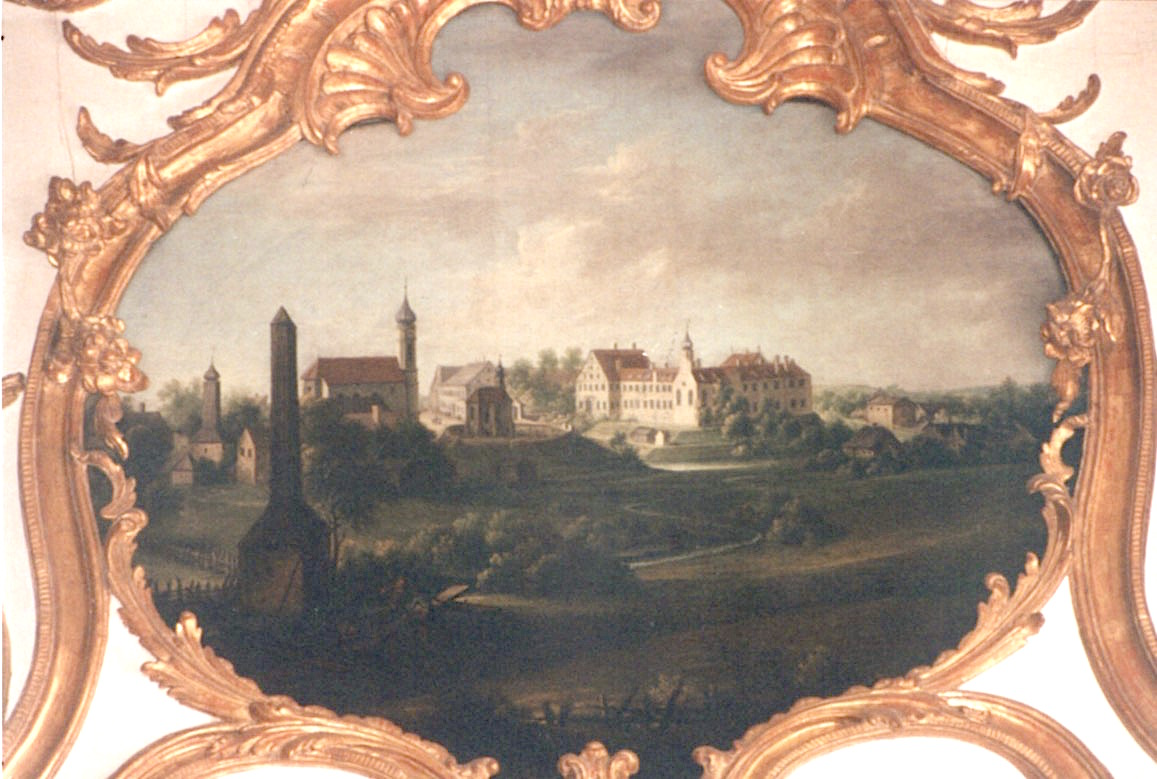
Das kurfürstliche Schloss – Blick von Nordosten auf das große Brückenhaus (links), den Ostflügel, die St.-Magdalenen-Kapelle und den Nordflügel

1283 ließ der Herzog Ludwig der Strenge von Oberbayern an der Stelle einer leichten Anhöhe eine Burg erbauen, da im Nordosten des Ortes Schwaben die damalige Grenze zum Herzogtum Niederbayern verlief. 1286 wurde die Burg im Krieg zwischen Ludwig dem Strengen und seinem Bruder Heinrich XIII. von Niederbayern das erste Mal zerstört. 1290 wurde die Burg wieder neu errichtet, diese war in der Folge Sitz des Landgerichts Schwaben.
1392 erhielt Herzog Stephan III. von Bayern-Ingolstadt die Burg Schwaben bei der Dritten bayerischen Landesteilung. Am Heiligen Abend 1394 wurde die Burg von Herzog Johann II. von Bayern-München im Ersten Bayerischer Hauskrieg angegriffen und der Ort geplündert. Doch erst 1421 wurde die Burg im Bayerischen Krieg von Herzog Ernst erobert. Wiederaufgebaut folgte 1439 eine erneute Belagerung, als Herzog Albrecht III. von Bayern-München, Sohn von Ernst, die kampflose Übergabe der Burg erzwang. Im Dreißigjährigen Krieg stürmten die Schweden 1632 die Burg.
1650 wurde an der Stelle der Burg auf Geheiß von Kurfürst Maximilian I. der Bau eines großen, vierflügeligen Schlosses begonnen und durch dessen Witwe Maria Anna 1659 vollendet. Der heute noch stehende Flügel stammt aus dieser Zeit. Der Bergfried wurde erst 1718 oder 1719 abgerissen. An seiner Stelle kam ein Springbrunnen. 1725 wurde in der Schlosskapelle, die der hl. Maria Magdalena geweiht war, der neugewählte Kölner Kurfürst-Erzbischof Clemens August von Bayern zum Priester geweiht.
1803 wurde im Zuge von Verwaltungsreformen in Bayern ein Landgericht (älterer Ordnung) als Gerichts- und Verwaltungsbehörde in Schwaben errichtet. 1812 wurde der Sitz des Landgerichts nach Ebersberg verlegt; es folgte die Veräußerung an privat. Das Schloss muss sich laut Aufzeichnungen in den letzten Jahren vor seiner Veräußerung in einem äußerst desolaten Zustand befunden haben. So soll beispielsweise die Schlosskapelle als Lagerhalle und Pferdestall gedient haben. Das Dach soll in einem Winter unter der Schneelast teils eingestürzt sein. So wurden der Ost- und Nordflügel mitsamt St.-Magdalenen-Kapelle und Brückenhaus noch 1812 sofort abgebrochen und die Ziegelsteine verkauft. Bis 1967 folgten weitere bauliche Veränderungen der bis dato bestehenden Süd- und Westflügel. Verkauf im Jahr 1967 an die Marktgemeinde Markt Schwaben mit Abbruch des Westflügels mitsamt Südwestecke im Jahr 1969 und anschließender Errichtung des neuen Rathauses. In dem verbliebenen Teil (Südflügel) befindet sich heute unter anderem die Gemeindebücherei.

Markt Schwaben im Antiquarium der Münchner Residenz (Hans Donauer, 1585)
Das Schloss um 1890
Nach dem Brand 1908

## Baubeschreibung

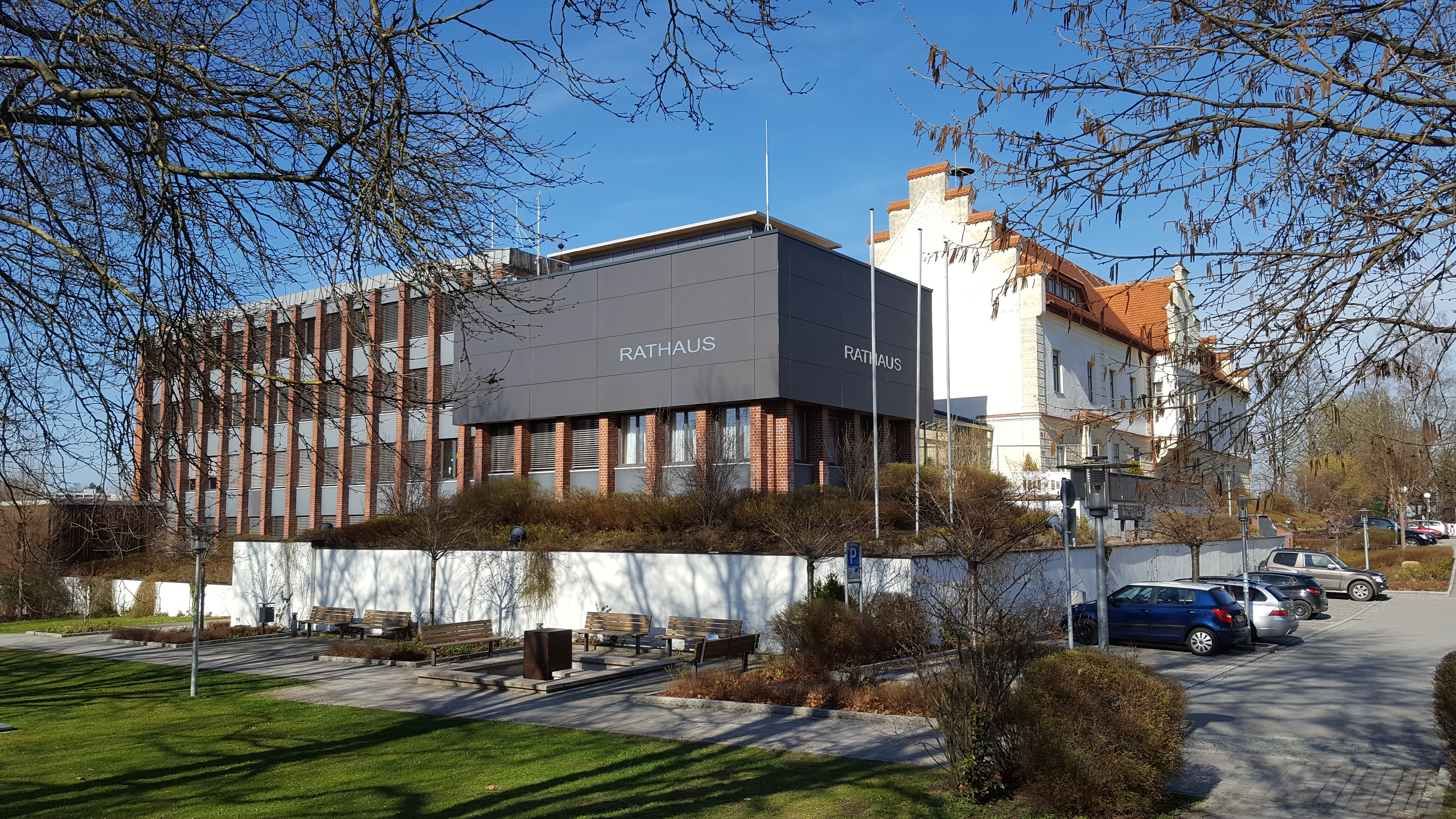
Blick von Südwesten auf das Schloss und das angeschlossene moderne Rathaus

Im Januar 2021 entdeckte man im heutigen Vorplatz des Rathauses bei Bauarbeiten Mauerreste des 29 Meter hohen Bergfrieds der Burg und des Brunnens, der dort nach Abbruch des Turms entstand, sowie Erdschichten die Spuren des Burggrabens gewesen sein könnten. 1585. als das Fresko von Hans Donauer entstand, hatte die Burg zwei Ringmauern. Die innere war 7,5 Meter hoch und hatte eine Seitenlänge von 52 Metern, die äußere Ringmauer war 5 Meter hoch. Das Bild zeigt Schießscharten und innere Wehrgänge. Neben dem Bergfried mit Vorratsraum und Kerker im Untergeschoss, gab es fünf Ecktürme. Über den Wassergraben führte eine Bogenbrücke, die im letzten Abschnitt zur Zugbrücke wurde. Im dortigen Torbau waren Wach-, Unterkunfts- und Rüstkammern untergebracht. Nah des heutigen ehemaligen Feuerwehrhauses stand an der Südwestseite ein großes Gebäude mit Wohn- und Amtsräumen.
Der 1908 im neugotischen Stil renovierte Südflügel ist heute noch im Ortszentrum erhalten. Es handelt sich um einen zweigeschossigen Massivbau mit steilem Satteldach mit gotisierendem Ausbau mit Treppengiebel, Putzgliederung und Risalit um 1860. 1967 erfolgte durch die Gemeinde die Errichtung eines neuen Gemeindezentrums/Rathauses, wobei der Schlossteil stark an dessen moderne Architektur angeglichen wurde, indem alle kunstvollen Kamine und Fensterläden entfernt wurden. Der ehemalige Wassergraben der Burg ist im Süden und Westen heute noch erkennbar.